# Acura EL
Der Acura EL ist ein PKW der unteren Mittelklasse, welcher von 1996 bis 2005 von der zu Honda gehörigen Premium-Marke Acura ausschließlich in Kanada angeboten wurde. Bei dem Fahrzeug handelte es sich zu keiner Zeit um eine Eigenentwicklung, sondern stets um umbenannte Honda-Modelle anderer Länder.

## Erste Generation (1996–2000)

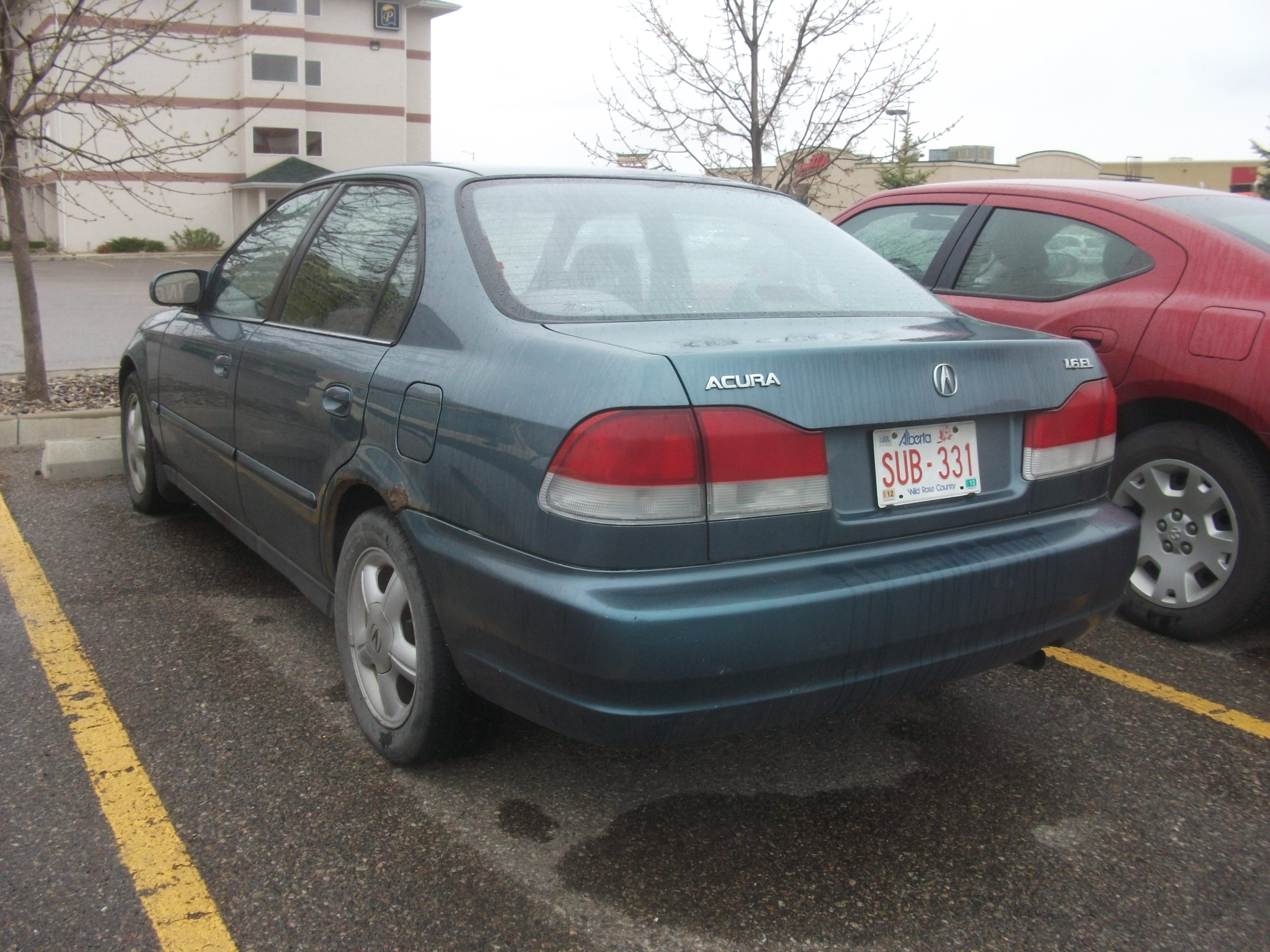
Heckansicht

Die erste Generation des EL, nach damaliger Syntax bei Acura Acura 1.6 EL genannt, ist ein für Acura angepasster Honda Domani der zweiten Generation. Der Domani ist eine japanische Edel-Version des damaligen Honda Civic, welcher aber von sich aus schon eine etwas andere Front hat, die dann für den Acura übernommen wurde. Der Wagen verfügt über einen 1,6-l-Vierzylinder-Motor mit einer Nutzleistung von 94 kW (128 PS) und einem maximalen Drehmoment von 144 Nm, wie er anderswo für den Civic angeboten wurde.

## Zweite Generation (2001–2005)
Die 2001 bis 2005 gebaute zweite Generation stammt nach der Einstellung des Domani direkt von dem folgenden Honda Civic ab. Aufgrund eines neuen 1,7-Liter-Motors heißt das Modell jetzt Acura 1.7 EL mit einer maximalen Leistung von 94 kW (128 PS).
2005 wurde der Acura EL durch den Acura CSX ersetzt, der weiterhin ein umgelabelter Honda Civic ist.

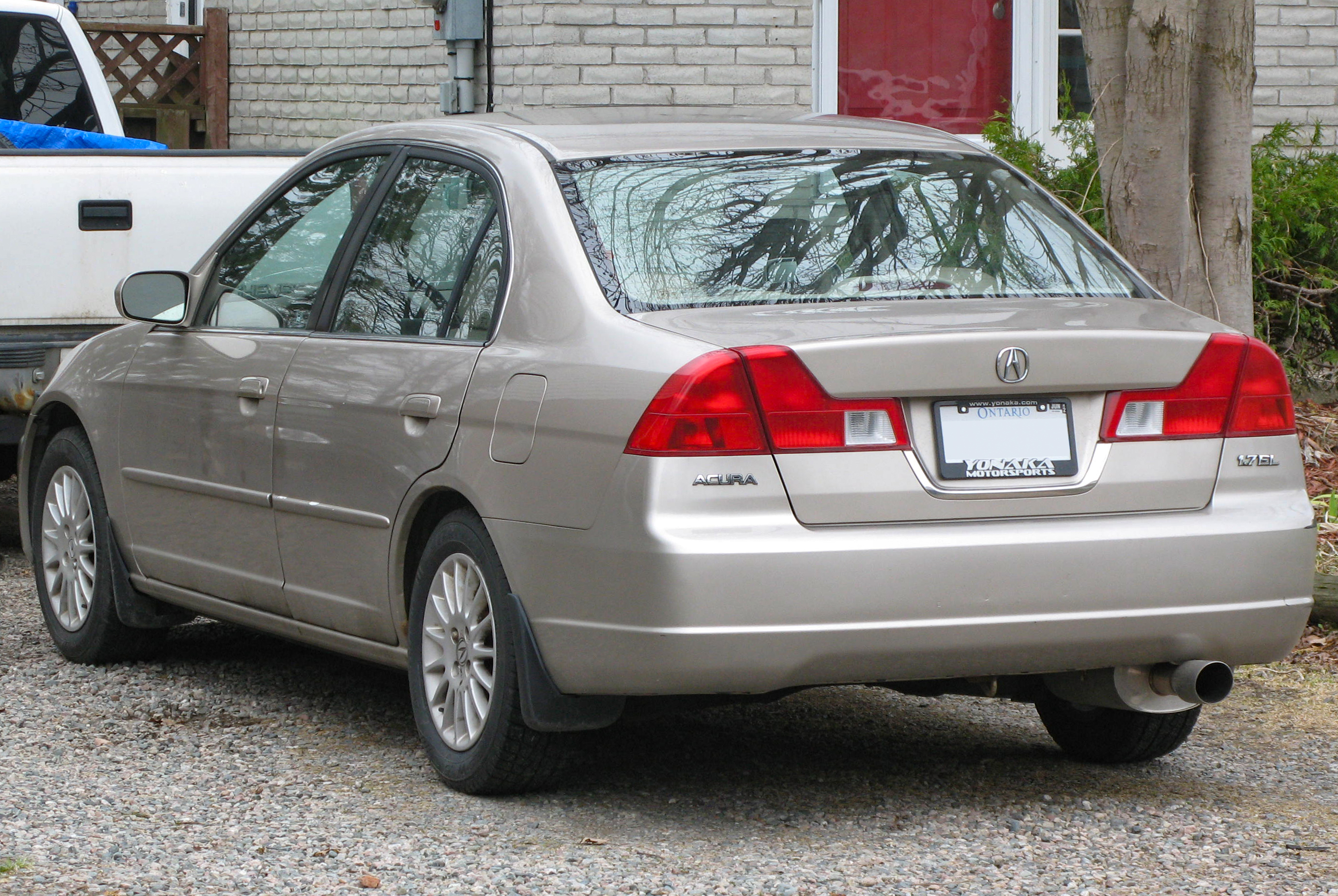
Heckansicht